# Sven Walter
Sven Walter (* 22. Mai 1974 in Pirmasens) ist ein deutscher Philosoph.
Walter studierte an den Universitäten Saarland und Bonn Philosophie mit den Nebenfächern Literaturwissenschaft, Slavistik, Logik und Grundlagenforschung sowie niederländische Philologie und promovierte im Jahre 2005 mit der Arbeit Physicalism and Mental Causation. An Argument for Epiphenomenalism.
Heute ist er Professor für Philosophie des Geistes an der Universität Osnabrück. Seine Hauptarbeitsgebiete sind Willensfreiheit und Mentale Verursachung. Walter beschäftigt sich zudem mit Kognitionswissenschaft und Emotion. Er widmete sich unter anderem dem Konzept des erweiterten Geistes.

## Schriften (Auswahl)
- Vagheit. mentis, Paderborn 2005, ISBN 3-89785-411-2.
- Mentale Verursachung. Eine Einführung. mentis, Paderborn 2006, ISBN 3-89785-576-3.
- Phenomenal Concepts and Phenomenal Knowledge: New Essays on Consciousness and Physicalism. (Hrsg. mit Torin Alter) Oxford University Press 2006, ISBN 0-19-537704-4.
- Philosophie: Grundlagen und Anwendungen. Hauptvorträge und Kolloquiumsbeiträge zu GAP.6 (Hrsg. mit Ansgar Beckermann & Holm Tetens). mentis, Paderborn 2008, ISBN 3-89785-215-2.
- The Oxford Handbook of Philosophy of Mind. (Hrsg. mit Brian McLaughlin & Ansgar Beckermann) Oxford University Press 2011, ISBN 0-19-959631-X